# Мотивне інтегрування
Моти́вне інтегрува́ння — це інтегрування зі значеннями в кільці мотивів, тобто класів еквівалентності алгебричних многовидів.
Мотивне інтегрування було започатковане Концевичем при доведенні гіпотези Батирева.
Нехай X - гладкий комплексний проективний алгебричний многовид Калабі-Яу вимірності n (що для наших потреб означає існування голоморфної n-форми, яка ніде не перетворюється в 0).
Інакше кажучи, n-тий зовнішній степінь {\displaystyle \Omega ^{n}} голоморфного кодотичного розшарування є тривіальним одновимірним розшаруванням.
За допомогою p-адичного інтегрування Батирев довів, що біраціонально еквівалентні гладкі многовиди Калабі-Яу {\displaystyle X}, {\displaystyle X'} мають однакові числа Бетті, {\displaystyle \dim \,H^{i}(X,\mathbb {C} )=\dim \,H^{i}(X',\mathbb {C} )}.
Концевич довів за допомогою мотивного інтегрування, що такі ж {\displaystyle X}, {\displaystyle X'} мають однакові числа Годжа {\displaystyle \dim \,H^{i}(X,\Omega ^{j})=\dim \,H^{i}(X',\Omega ^{j})}.

## Геометричний підхід
Годжева характеристика {\displaystyle E(X)=\sum (-1)^{i}\dim \,H^{i}(X,\Omega ^{j})u^{i}v^{j}\in \mathbb {Z} [u,v]} є функцією {\displaystyle \mathrm {Var} _{\mathbb {C} }\to K_{0}(\mathrm {Var} _{\mathbb {C} })\to \mathbb {Z} [u,v]} з категорії комплексних многовидів (відокремлюваних редукованих схем скінченного типу), де наївне кільце Ґротендіка {\displaystyle K_{0}(\mathrm {Var} _{\mathbb {C} })} - абелева група, породжена класами ізоморфізму [X] таких многовидів зі співвідношеннями {\displaystyle [X]=[Y]+[X-Y]} для замкненого (за Зариським) підмноговиду {\displaystyle Y\subset X}.
Добуток заданий як {\displaystyle [X]\cdot [Y]=[X\times _{\mathrm {Spec} \mathbb {C} }Y]}.
Клас ізоморфізму прямої позначається {\displaystyle \mathbb {L} =[\mathbb {A} ^{1}]=[\mathbb {C} ^{1}]}.
Нехай {\displaystyle f:Y\to X} - відтинково тривіальне розшарування з шаром Z.
Це означає, що X можна записати як скінченне диз'юнктивне об'єднання {\displaystyle \cup X_{i}} локально замкнених підмножин {\displaystyle X_{i}}, таких, що {\displaystyle f{\big |}=(f^{-1}X_{i}\cong X_{i}\times Z\to X_{i})} є проєкцією.
Тоді {\displaystyle [Y]=[X]\cdot [Z]} в {\displaystyle K_{0}(\mathrm {Var} _{\mathbb {C} })}.
Кажемо, що {\displaystyle \tau \in K_{0}(\mathrm {Var} _{\mathbb {C} })} є d-вимірним, {\displaystyle \dim \,\tau =d}, якщо цей елемент представляється як {\displaystyle \tau =\sum a_{i}[X_{i}]}, {\displaystyle a_{i}\in \mathbb {Z} }, {\displaystyle \dim \,X_{i}\leq d}, і не існує представлення з {\displaystyle \dim \,X_{i}\leq d-1} для всіх i.
За означенням {\displaystyle \dim \,[\emptyset ]=-\infty }.
Вимірність поширюється на локалізацію {\displaystyle {\mathcal {M}}_{\mathbb {C} }=K_{0}(\mathrm {Var} _{\mathbb {C} })[\mathbb {L} ^{-1}]} вимогою {\displaystyle \dim \,\mathbb {L} ^{-1}=-1}.
Функція {\displaystyle \exp(\dim ):{\mathcal {M}}_{\mathbb {C} }\to \mathbb {Z} \cup \{-\infty \}\to \mathbb {R} _{\geq 0}} є неархімедовою нормою на {\displaystyle {\mathcal {M}}_{\mathbb {C} }}.
Поповнення {\displaystyle {\hat {\mathcal {M}}}_{\mathbb {C} }} у цій нормі є кільцем, у якому приймають значення мотивні міри і мотивні інтеграли.
Ряд {\displaystyle \sum _{i=0}^{\infty }\tau _{i}} з елементами {\displaystyle \tau _{i}\in {\mathcal {M}}_{\mathbb {C} }} збігається в {\displaystyle {\hat {\mathcal {M}}}_{\mathbb {C} }\Leftrightarrow \tau _{i}\to 0\Leftrightarrow \dim \,\tau _{i}\to -\infty } при {\displaystyle i\to \infty }.
Простір, по якому відбувається інтегрування, це простір дуг, або {\displaystyle \infty }-струменів {\displaystyle {\mathcal {J}}_{\infty }(X)} для даного гладкого комплексного проективного многовида X вимірності n.
Схема m-струменів {\displaystyle {\mathcal {J}}_{m}(X)} визначається природною бієкцією
{\displaystyle \mathrm {Sch} _{\mathbb {C} }(Z\times \mathrm {Spec} \mathbb {C} [t]/t^{m+1},X)\cong \mathrm {Sch} _{\mathbb {C} }(Z,{\mathcal {J}}_{m}(X))}
для всіх {\displaystyle \mathbb {C} }-схем Z.
В дійсності, {\displaystyle {\mathcal {J}}_{m}(X)} є гладким многовидом і {\displaystyle \mathbb {A} ^{mn}}-розшаруванням над X, зокрема, {\displaystyle \dim \,{\mathcal {J}}_{m}(X)=n(m+1)}.
Точніше, {\displaystyle {\mathcal {J}}_{m}(X)} є {\displaystyle \mathbb {A} ^{n}}-розшаруванням над {\displaystyle {\mathcal {J}}_{m-1}(X)}.
Простір дуг, або {\displaystyle \infty }-струменів, {\displaystyle {\mathcal {J}}_{\infty }(X)=\lim \limits _{\longleftarrow }{\mathcal {J}}_{m}(X)}, задовольняє природній бієкції
{\displaystyle \mathrm {Sch} _{\mathbb {C} }(Z\times \mathrm {Spec} \mathbb {C} [[t]],X)\cong \mathrm {Sch} _{\mathbb {C} }(Z,{\mathcal {J}}_{\infty }(X)).}
Підмножина {\displaystyle A\subset {\mathcal {J}}_{\infty }(X)} називається циліндричною, якщо {\displaystyle A=\pi _{m}^{-1}B} для деякої конструктивної підмножини {\displaystyle B\subset {\mathcal {J}}_{m}(X)}, де {\displaystyle \pi _{m}:{\mathcal {J}}_{\infty }(X)\to {\mathcal {J}}_{m}(X)} - канонічне відображення.
Алгебра конструктивних підмножин схеми - це найменша алгебра, що містить підмножини, замкнені в топології Зариського.
Об'ємом (мірою) циліндричної множини A назвемо елемент {\displaystyle \mu _{X}(A)=[B]\cdot \mathbb {L} ^{-nm}\in {\mathcal {M}}_{\mathbb {C} }}.
Він не залежить від вибору m: {\displaystyle \mu _{X}(A)=[(\pi _{m}^{m+k})^{-1}B]\cdot \mathbb {L} ^{-n(m+k)}}, {\displaystyle k\geq 0}, оскільки {\displaystyle \pi _{m}^{m+k}:{\mathcal {J}}_{m+k}(X)\to {\mathcal {J}}_{m}(X)} - локально тривіальне {\displaystyle \mathbb {A} ^{k}}-розшарування.
Клас циліндричних множин поширюється до класу вимірних множин.
Серед вимірних функцій міститься функція визначена порядком дотичності дуги до підсхеми {\displaystyle Y\subset X}, визначеної пучком ідеалів {\displaystyle {\mathcal {I}}_{Y}}.
Отже, функція {\displaystyle \mathrm {ord} _{Y}:{\mathcal {J}}_{\infty }(X)\to \mathbb {N} \cup \{\infty \}} співставляє дузі {\displaystyle \vartheta :{\mathcal {O}}_{X}\to \mathbb {C} [[t]]} супремум {\displaystyle \mathrm {ord} _{Y}(\vartheta )} поміж всіх {\displaystyle e\geq 0}, таких, що {\displaystyle \vartheta ({\mathcal {I}}_{Y})\subset (t^{e})}.
Тоді для {\displaystyle s\geq 0} {\displaystyle \mathrm {ord} _{Y}^{-1}(s)} є циліндричною множиною.
Якщо підмноговид Y ніде не щільний в X, то {\displaystyle \mathrm {ord} _{Y}^{-1}(\infty )={\mathcal {J}}_{\infty }(Y)} є вимірною множиною міри 0.
Мотивний інтеграл функції {\displaystyle \mathbb {L} ^{-\mathrm {ord} _{Y}}} визначається як
{\displaystyle \int _{{\mathcal {J}}_{\infty }(X)}\mathbb {L} ^{-\mathrm {ord} _{Y}}d\mu _{X}=\sum _{s=0}^{\infty }\mu (\mathrm {ord} _{Y}^{-1}(s))\cdot \mathbb {L} ^{-s}.}
Наприклад, для {\displaystyle Y=\emptyset } {\displaystyle \mathrm {ord} _{Y}\equiv 0} і {\displaystyle \int _{{\mathcal {J}}_{\infty }(X)}d\mu _{X}=[X]}.
Для ефективного дивізора {\displaystyle Y=\sum _{i=1}^{s}r_{i}D_{i}} ({\displaystyle r_{i}>0}) з носієм з нормальними перетинами і гладкими {\displaystyle D_{i}} маємо
{\displaystyle \int _{{\mathcal {J}}_{\infty }(X)}\mathbb {L} ^{-\mathrm {ord} _{Y}}d\mu _{X}=\sum _{J\subset \{1,\dots ,s\}}[D_{J}^{\circ }]\prod _{j\in J}{\frac {\mathbb {L} -1}{\mathbb {L} ^{r+1}-1}}=\sum _{J\subset \{1,\dots ,s\}}{\frac {[D_{J}^{\circ }]}{\prod _{j\in J}[\mathbb {P} ^{r_{j}}]}},}
де {\displaystyle D_{J}^{\circ }=\cap _{j\in J}D_{j}-\cup _{j\notin J}D_{j}}.
Якщо {\displaystyle f:X''\to X} - власний біраціональний морфізм гладких {\displaystyle \mathbb {C} }-схем і D - ефективний дивізор на X, то
{\displaystyle \int _{{\mathcal {J}}_{\infty }(X)}\mathbb {L} ^{-\mathrm {ord} _{D}}d\mu _{X}=\int _{{\mathcal {J}}_{\infty }(X'')}\mathbb {L} ^{-\mathrm {ord} _{f^{-1}D+K_{X''/X}}}d\mu _{X''}}
(формула Концевича заміни змінних в мотивному інтегралі).
Відносний канонічний дивізор {\displaystyle K_{X''/X}} визначається ідеалом Якобі для f.
Ця формула застосована до відображень {\displaystyle X'\leftarrow X''\to X} і дозволяє зробити висновок, що біраціонально еквівалентні {\displaystyle X'}, {\displaystyle X} мають однаковий об'єм {\displaystyle [X']=[X]\in {\mathcal {M}}_{\mathbb {C} }}, а, отже, і однакові числа Годжа.

## Арифметичний підхід
В арифметичному підході мотивний об'єм співставляється не множинам, а формулам логіки з мови Денефа-Паса, що описує кільця дискретного нормування.
На цьому шляху вдається обчислити деякі p-адичні інтеграли, які не піддаються прямому обчисленню.
Денефом та Лезером доведена теорема про універсальність мотивного об'єму: нехай {\displaystyle \phi } - формула для кілець дискретного нормування; K - локально компактне неархімедове поле з кільцем цілих {\displaystyle {\mathcal {O}}_{K}} та полем лишків {\displaystyle \mathbb {F} _{q}}, {\displaystyle q=p^{m}}; dx - міра Хаара на {\displaystyle K^{n}}, нормована умовою, що міра {\displaystyle {\mathcal {O}}_{K}^{n}} - одиниця; {\displaystyle \sum _{i}a_{i}[X_{i}]\mathbb {L} ^{-N_{i}}} - мотивний об'єм {\displaystyle \phi } (збіжна сума многовидів над {\displaystyle \mathbb {Z} }).
Якщо відкинути скінченне число простих p, то у решті випадків p-адичний об'єм може бути обчислений через мотивний об'єм як
{\displaystyle \mathrm {vol} (\{x\in {\mathcal {O}}_{K}^{n}\mid \phi ^{K}(x)\},dx)=\sum _{i}a_{i}\#X_{i}(\mathbb {F} _{q})q^{-N_{i}}}.